# Kolonialpolitisches Amt der NSDAP
Het Kolonialpolitisches Amt der NSDAP (KPA) was de afdeling voor koloniale zaken van de NSDAP. Oorspronkelijk heette de afdeling Militärpolitisches Amt en was verantwoordelijk voor de militaire propaganda, maar na verzet van de Wehrmacht werd het hernoemd naar de latere naam. Het KPA stond onder leiding van een Reichsleiter en hield zich bezig met de voorbereiden voor een nieuw Duits koloniaal rijk. In 1943 werd het KPA, wegens de verslechterde situatie aan het Oostfront, ontbonden, aangezien het Rijk niet in staat was om op korte termijn deze gebieden in Afrika op de Geallieerde te heroveren.

## Geschiedenis en organisatie
De eerste leider, Franz Ritter von Epp, breidde het KPA behoorlijk uit. In 1940 waren alle organisaties voor overzeese koloniale aangelegenheden ondergeschikt aan het KPA. Ook de omvang van de schatkist nam toe. In 1940 bedroegen de gerapporteerde uitgaven ruim 870.000  Reichsmark, een stijging van exact 555% ten opzichte van voorgaande jaren.
Daarnaast onderging de interne structuur enkele wijzigingen. Het Kantoor transformeerde zichzelf zowel tot een partijorganisatie in München als tot een staatsorganisatie in Berlijn, waar een verbindingsbureau was gevestigd. Ook in Parijs en in Brussel werden verbindingsofficieren gestationeerd. De nieuwe leider was de voormalige diplomaat Rudolf Asmis. Het Kolonialpolitischen Amt der NSDAP telde vier verschillende afdelingen met samen ongeveer 260 medewerkers.

## Toekomstplannen
Het kantoor bereidde plannen voor voor een uitgestrekt koloniaal domein met de naam Mittelafrika, van Ghana tot Namibië en van Tsjaad tot Tanzania. In samenwerking met de SS werd een gezamenlijke commandostaf samengesteld en een koloniale politiemacht opgericht. Het bereidde blauwdrukken voor de invoering van het koloniaal recht voor en organiseerde trainingscursussen voor potentiële toekomstige koloniale bestuurders. In het bijzonder stelde het ook plannen op voor rassenscheiding onder een Kolonialblutschutzgesetz.

## Einde
Met het naderende einde van de Tweede Wereldoorlog en de daaruit voortvloeiende overwinning van de geallieerden op nazi-Duitsland verloor het kantoor al snel elke mate van belang dat het had kunnen hebben gehad. Reeds aan het begin van 1943, na de nederlaag bij Stalingrad, had Hitler opdracht gegeven tot de sluiting van alle partijkantoren en banden die niet direct verband hielden met het winnen van de totaler Krieg. Samen met de Reichskolonialbund werd het uiteindelijk op 17 februari 1943 ontbonden. Na de oorlog werd het, samen met de gehele NSDAP, tot verboden organisatie verklaard.